# Хуан Сяньфань
Хуан Сяньфань（кит. 黄现璠, піньїнь:Huáng Xiànfán; 13 листопада 1899 — 18 січня 1982）— китайський історик.

## Біографія
Хуан походить з традиційний сім'ї народності чжуан. Його батьки були фермерами. Дитинство Хуан провів у майже ідилічних умовах гармонії з прекрасною природою регіону. Його початкове навчання відбувалося вдома, а потім у приватних школах. У 1926 Хуан вступив до історичного факультету Пекінського університету. У 1935 році він отримав ступінь бакалавра. Закінчивши школу в тому ж році, він отримав стипендію та поїхав до Токійський університет, де став аспірантом за фахом історія Східної Азії. Починаючи з 1938, він розпочав роботу в університеті пров. Ґуансі і Гуанси нормальний коледж, були зайняті, як викладач, доцент, професор і завідувач кафедри, до своєї смерті в 1982 році.

## Основні праці

### історія
- Загальна історія Платформи для Китаю（Три томи，1932-1934）
- Фермери які живуть в Династія Юань（1934）
- Суспільство Династія Тан（1936）
- Студенти порятунку Рух у Династія Сун（1936）

### Дослідження Чжуанів
- Коротка історія Чжуанів （1957）
- Нун Чжигао（опубліковано після його смерті, 1983）
- Загальна історія Чжуанів[en]（опубліковано після його смерті, 1988）

### мовознавство
- Інтерпретація стародавніх книг（опубліковано після його смерті,2004）

## Виноски
1. ↑  https://web.archive.org/web/20120310042529/http://www.sjhy365.com/education/view?id=261
2. ↑  Засновник сучасного китайського етнології:Хуан Сяньфань. Архів оригіналу за 1 липня 2017. Процитовано 22 травня 2009.